# C'est la vie (Lake, Sinfield)

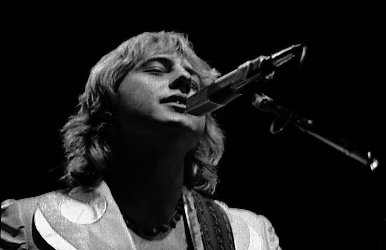
Greg Lake

C'est La Vie è una canzone folk-pop composta e interpretata dall'artista britannico Greg Lake; l'autore del testo è Peter Sinfield. 
Il brano costituisce la terza traccia del doppio album Works Volume 1 (1977), di tutto il trio ELP. Ed è, spesso, paragonato alla famosa Still... You Turn Me On del 1973.

## Descrizione

### Ricezione
Sputnikmusic pensava che C'est la vie fosse una ballata emotiva molto calmante, eseguita bene da Greg Lake, ma ha criticato la somiglianza della canzone con quella del 1973, Still... You Turn Me On, dicendo che la differenza era che il brano era fatto in stile francese. Ne ha anche criticato l'atmosfera, pensando che pensando che sembrasse "quasi un po' falsa".
Charley Walters della rivista Rolling Stone ha detto che il brano era poco più che un "noioso lavaggio di corde".
Anche l'autore di AllMusic Bruce Elder ha paragonato negativamente il brano a Still... You Turn Me On.
Jim Allen di Ultimate Classic Rock è stato più positivo definendo C'est la vie "una bella ballata agrodolce dal sapore francese con una fisarmonica evocativa".

### Singoli
Il brano, oltre ad essere incluso nel doppio album Works Volume 1 del 1977, è stato pubblicato anche come singolo in molteplici edizioni, con diversi b-side, nel maggio dello stesso anno.
L'edizione francese e quella turca del singolo hanno, rispettivamente, come b-side i brani Hallowed Be Thy Name e Closer to Believing sempre di quell'anno. I b-side dell'edizione italiana e dell'originale – quest'ultima non è né italiana, né francese, né turca – contengono, sempre rispettivamente, i brani Brain Salad Surgery e Jeremy Bender che sono opera di tutto il trio ELP; proprio al contrario delle prime due edizioni già citate, che sono totalmente da solista.

### Versioni dal vivo
Le versioni dal vivo del brano si possono trovare negli album In Concert (1979), King Biscuit Flower Hour: Greatest Hits Live (1997), A Time and a Place (2010) e Songs of a Lifetime (2013), più cinque presenze nelle serie The Original Bootleg Series from the Manticore Vaults: Vol. 2 (2001), Vol. 3 (2002) e Vol. 4 (2006).

## Tracce
Testi di Peter Sinfield, musiche di Greg Lake; eccetto dove indicato.
 Singolo 7" (Atlantic – K 10990)
Lato A
1. C'est La Vie – 4:20

Lato B
1. Emerson, Lake & Palmer – Jeremy Bender[5] – 1:51 (testo: Greg Lake – musica: Keith Emerson)

 Singolo 7" (Ricordi - serie Manticore – MAN 5407)
Lato A
1. C'est La Vie – 4:20

Lato B
1. Emerson, Lake & Palmer – Brain Salad Surgery[7] – 3:10 (testo: Peter Sinfield, Greg Lake – musica: Keith Emerson)

 Singolo 7" (Atlantic – 10.955)
Lato A
1. C'est La Vie – 4:20

Lato B
1. Hallowed Be Thy Name – 4:38

 Singolo 7" (Viva Records – 28613 C.S.)
Lato A
1. C'est La Vie – 4:20

Lato B
1. Closer to Believing – 3:54

## Musicisti
- Greg Lake – chitarra acustica, voce
- Keith Emerson – fisarmonica
- Orchestre de l'Opéra national de Paris – diretta da Godfrey Salmon